# Statistiques de basket-ball
Statistiques de basket-ball détaille l'usage des statistiques dans le basket-ball.
L'usage des statistiques sur le jeu s’approfondit au fil des années.

## Statistiques classiques
Les feuilles de matchs indiquent les statistiques en valeur absolue pour chacune des cinq catégories principales : points, rebonds, passes décisives, interceptions et contres. La feuille de statistiques peuvent indiquer également les moyennes pour ces catégories, l'adresse aux différents types de tirs et d'autres indications négatives comme le nombre de fautes commises, de balles perdues et le nombre de contres subis. Le bas de page indique les statistiques collectives, qui sont la somme des performances individuelles et des statistiques qui ne peuvent être départagées entre les différents joueurs.
Les performances sont également jaugées avec le « +/- », qui indique le différentiel entre les points marqués et les points encaissés lorsque le joueur était sur le terrain, et l'évaluation (ou rating) qui additionne les Points + Rebonds + Passes + Interceptions + Contres et déduit les pertes de balle, la différence entre d'une part tirs tentés et tirs réussis et d'autre part les lancers francs tentés et les lancers francs réussis. Toutefois l'évaluation est d'un apport limité différenciant mal l'apport relatif entre ces catégories de valeurs fort différentes et ne tient pas compte du temps de jeu. 
Formule mathématique de l'évaluation : 

{\displaystyle {\text{Évaluation}}={\text{Pts}}+{\text{Rbd}}+{\text{Pad}}+{\text{Int}}+{\text{Ctr}}+\left({\text{Tirs}}_{\text{réussis}}-{\text{Tirs}}_{\text{tentés}}\right)+\left({\text{LF}}_{\text{réussis}}-{\text{LF}}_{\text{tentés}}\right)-{\text{Bp}}}

## Statistiques individuelles avancées
Aux statistiques classiques (nombre de points ou de rebonds inscrits) et leurs moyennes s'ajoutent dans les années 2010 des statistiques avancées, introduites également en WNBA en 2016.
Un des plus classiques, le ratio passes décisives sur balles perdues est souvent utilisé pour évaluer les meneurs de jeu. De même pour mieux tenir compte de la plus-value du tir à trois points malgré une plus grande distance du panier qui altère l'adresse globale, on complète le pourcentage général d'adresse (paniers marqués / nombre de tirs tentés) par le « pourcentage de réussite effectif » (paniers marqués + (paniers marqués à trois points × 0,5) / nombre de tirs tentés).
Le nombre de points inscrits par équipe décrit mal l'efficacité de celle-ci, une équipe jouant vite pouvant être sujette à des pertes de balles plus nombreuses par exemple. En rapportant le nombre de points inscrits par rapport au nombre de possessions de balles (« Pace »), l'« offensive ranking » donne un bilan très différent d'une simple comparaison entre équipes du nombre de points inscrits.
Le « True Shooting Percentage » est un indicateur synthétique des différents types de tirs (2 points, 3 points, lancers francs) par la formule « Points / (tirs de champ tentés + 0,44 × lancers tentés) ».
Le « Player efficiency rating » est un indicateur synthétique développé par l'éditorialiste John Hollinger.
Le « Usage percentage » (USG%) est le taux de balles utilisées, soit pour tirer (tir de champ ou lancer franc), soit comme balle perdue. Il est une façon d'illustrer l'impact d'un joueur dans son équipe, qu'il soit positif ou négatif, par le nombre de ballons contrôlés dont il fait un usage actif (bien qu'ignorant les passes décisives). L'association de plusieurs joueurs au fort taux d'usage peut être délicate.

## Statistiques avancées d'équipe
La répartition des points marqués (scoring distribution) selon leur type d'action (tir à deux points, tir à trois points, lancers francs) permet d'identifier le style de jeu d'une équipe. Une équipe inscrivant plus d'un quart de ses points sur des tirs primés sera considérée comme très versée dans cet exercice, peu nombreuses étant celles à inscrire moins de la moitié de leur points sur des paniers à deux points. Un chiffre faible dans une trois des catégories peut s'expliquer aussi bien par le faible nombre de tentatives que par une faible adresse dans cet exercice. L'analyse de la répartition des points peut s'étendre à l'équipe adverse pour illustrer sa capacité à concéder beaucoup ou peu de points aux lancers francs ou sur les tirs à longue distance.